# Spielvereinigung Fürth 1976-1977
Questa voce raccoglie le informazioni riguardanti il Spielvereinigung Fürth nelle competizioni ufficiali della stagione 1976-1977.

## Stagione
Nella stagione 1976-1977 il Fürth, allenato da Hans Cieslarczyk, concluse il campionato di 2. Bundesliga al 8º posto. In Coppa di Germania il Fürth fu eliminato al primo turno dallo Stoccarda.

## Rosa
| N. |                      | Ruolo | Calciatore        |
| -- | -------------------- | ----- | ----------------- |
|    | Germania (bandiera)  | P     | Roland Kastner    |
|    | Germania (bandiera)  | P     | Peter Löwer       |
|    | Germania (bandiera)  | D     | Bernhard Bergmann |
|    | Germania (bandiera)  | D     | Hermann Grabmeier |
|    | Danimarca (bandiera) | D     | Viggo Jensen      |
|    | Germania (bandiera)  | D     | Wolfgang Lausen   |
|    | Germania (bandiera)  | D     | Klaus Rütten      |
|    | Germania (bandiera)  | C     | Erich Geyer       |
|    | Germania (bandiera)  | C     | Siegfried Grimm   |
|    | Germania (bandiera)  | C     | Klaus Heinlein    |

| N. |                     | Ruolo | Calciatore        |
| -- | ------------------- | ----- | ----------------- |
|    | Germania (bandiera) | C     | Fritz Heubeck     |
|    | Germania (bandiera) | C     | Lorenz Hilkes     |
|    | Germania (bandiera) | C     | Helmut Klump      |
|    | Germania (bandiera) | C     | Heinz Popp        |
|    | Germania (bandiera) | C     | Gerhard Schäfer   |
|    | Germania (bandiera) | C     | Alexander Schwarz |
|    | Germania (bandiera) | A     | Dieter Bergmann   |
|    | Germania (bandiera) | A     | Paul Broh         |
|    | Scozia (bandiera)   | A     | Duncan Lambie     |
|    | Germania (bandiera) | A     | Erich Unger       |

## Organigramma societario
Area tecnica
- Allenatore: Hans Cieslarczyk
- Allenatore in seconda:
- Preparatore dei portieri:
- Preparatori atletici:

## Calciomercato

### Sessione estiva
| Acquisti | Acquisti     | Acquisti           | Acquisti |
| R.       | Nome         | da                 | Modalità |
| -------- | ------------ | ------------------ | -------- |
| C        | Erich Geyer  | Eintracht Bamberga |          |
| D        | Klaus Rütten | Werder Brema       |          |

| Cessioni | Cessioni       | Cessioni        | Cessioni |
| R.       | Nome           | a               | Modalità |
| -------- | -------------- | --------------- | -------- |
| C        | Jürgen Detsch  | DVV Coburg      |          |
| C        | Gerd Efferenn  | Reutlingen      |          |
| A        | Werner Hofmann | FSV Francoforte |          |

### Sessione invernale
| Acquisti | Acquisti      | Acquisti      | Acquisti |
| R.       | Nome          | da            | Modalità |
| -------- | ------------- | ------------- | -------- |
| A        | Duncan Lambie | St. Johnstone |          |

| Cessioni | Cessioni | Cessioni | Cessioni |
| R.       | Nome     | a        | Modalità |
| -------- | -------- | -------- | -------- |

## Risultati

### 2. Bundesliga

#### Girone di andata
| Arbitro: | Ferro |

|           |           |  |
| Geyer 76’ | Marcatori |  |

| Arbitro: | Messmer |

|  |           |              |
|  | Marcatori | 70’ Bergmann |

| Arbitro: | Steigele |

|                               |           |                   |
| Heinlein 56’ Schäfer 77’, 83’ | Marcatori | 85’ (rig.) Sebert |

| Arbitro: | Wohlfarth |

|          |           |                      |
| Jörg 15’ | Marcatori | 37’ Grimm 65’ Hilkes |

| Fürth 4 settembre 1976 5ª giornata | Fürth    | 0 – 0 referto | Stoccarda | Sportpark Ronhof (14 000 spett.)\| Arbitro: \| Quindeau \| |
| Arbitro:                           | Quindeau |               |           |                                                            |

| Arbitro: | Haselberger |

|               |           |                  |
| Lenz 17’, 35’ | Marcatori | 90’ (rig.) Unger |

| Arbitro: | Kettenbach |

|                              |           |                 |
| Hilkes 7’, 47’ Unger 9’, 74’ | Marcatori | 22’ Hohenwarter |

| Arbitro: | Ermer |

|          |           |  |
| Rieß 60’ | Marcatori |  |

| Arbitro: | Engel |

|                      |           |                        |
| Grimm 27’ Hilkes 84’ | Marcatori | 43’ Zapf 75’ Deutscher |

| Arbitro: | Schröder |

|             |           |            |
| Walitza 61’ | Marcatori | 78’ Hilkes |

| Arbitro: | Langhans |

|                       |           |  |
| Hilkes 13’ Lausen 45’ | Marcatori |  |

| Arbitro: | Clajus |

|                          |           |                      |
| Bronnert 24’ (rig.), 58’ | Marcatori | 29’ Hilkes 35’ Grimm |

| Arbitro: | Frickel |

|                                              |           |  |
| Grimm 42’ Heinlein 61’, 75’ Unger 90’ (rig.) | Marcatori |  |

| Arbitro: | Brückner |

|                                        |           |              |
| Riemann 41’ Schlief 55’ Bergfelder 75’ | Marcatori | 90’ Heinlein |

| Arbitro: | Binninger |

|  |           |           |
|  | Marcatori | 6’ Kelsch |

| Arbitro: | Dellwing |

|                     |           |                                    |
| Stahl 53’ Kirch 90’ | Marcatori | 2’ Schäfer 67’ Hilkes 80’ Heinlein |

| Arbitro: | Hellwig |

|                                    |           |                           |
| Unger 48’ (rig.) Popp 78’ Broh 87’ | Marcatori | 21’, 67’ (rig.) Weinkauff |

| Arbitro: | Möckel |

|                             |           |           |
| Größler 22’ (rig.) Horn 74’ | Marcatori | 61’ Geyer |

| Arbitro: | Nickel |

|  |           |                |
|  | Marcatori | 5’, 42’ Krause |

#### Girone di ritorno
| Arbitro: | Engel |

|              |           |  |
| Bechtold 29’ | Marcatori |  |

| Arbitro: | Föckler |

|                     |           |  |
| Klump 61’ Unger 86’ | Marcatori |  |

| Arbitro: | Boos |

|                                     |           |                  |
| Steiner 43’ Harm 71’, 81’ Vogel 79’ | Marcatori | 53’ (rig.) Unger |

| Arbitro: | Ermer |

|            |           |              |
| Hilkes 64’ | Marcatori | 55’ Hoffmann |

| Arbitro: | Messmer |

|                            |           |  |
| Hoeneß 52’, 63’ Martin 54’ | Marcatori |  |

| Arbitro: | Scheffner |

|                                |           |  |
| Unger 38’ Hilkes 53’ Grimm 77’ | Marcatori |  |

| Arbitro: | Röder |

|           |           |  |
| Weber 74’ | Marcatori |  |

| Arbitro: | Quindeau |

|            |           |  |
| Hilkes 30’ | Marcatori |  |

| Arbitro: | Ermer |

|                                 |           |           |
| Lippert 8’ Wolf 47’ Feulner 62’ | Marcatori | 54’ Grimm |

| Arbitro: | Therre |

|  |           |                           |
|  | Marcatori | 83’ Weyerich 87’ Petrovic |

| Arbitro: | Langhans |

|           |           |             |
| Göbel 72’ | Marcatori | 71’ Heubeck |

| Arbitro: | Stumpf |

|                        |           |  |
| Grimm 20’ Heinlein 64’ | Marcatori |  |

| Arbitro: | Rumbucher |

|                               |           |                         |
| Ruhs 27’ (rig.) Schneider 74’ | Marcatori | 18’ Hilkes 43’ Heinlein |

| Arbitro: | Dahler |

|                                              |           |                         |
| Grabmeier 19’ Lambie 40’ Heinlein 64’ (rig.) | Marcatori | 76’ Müllner 87’ Schlief |

| Arbitro: | Wilhelmi |

|                 |           |                        |
| Kelsch 17’, 38’ | Marcatori | 18’ Unger 72’ Heinlein |

| Arbitro: | Haselberger |

|                |           |           |
| Geyer 58’, 90’ | Marcatori | 30’ Stahl |

| Arbitro: | Vielsack |

|             |           |           |
| Rudloff 61’ | Marcatori | 73’ Unger |

| Arbitro: | Ross |

|            |           |              |
| Hilkes 42’ | Marcatori | 82’ Bleckert |

| Arbitro: | Hontheim |

|                                         |           |            |
| Rausch 22’ (rig.), 59’ Oleknavicius 57’ | Marcatori | 50’ Hilkes |

### Coppa di Germania
| Arbitro: | Clajus |

|                                  |           |  |
| Ohlicher 25’ Jank 58’ Müller 86’ | Marcatori |  |

## Statistiche

### Statistiche di squadra
| Competizione      | Punti | In casa | In casa | In casa | In casa | In casa | In casa | In trasferta | In trasferta | In trasferta | In trasferta | In trasferta | In trasferta | Totale | Totale | Totale | Totale | Totale | Totale | DR |
| Competizione      | Punti | G       | V       | N       | P       | Gf      | Gs      | G            | V            | N            | P            | Gf           | Gs           | G      | V      | N      | P      | Gf     | Gs     | DR |
| ----------------- | ----- | ------- | ------- | ------- | ------- | ------- | ------- | ------------ | ------------ | ------------ | ------------ | ------------ | ------------ | ------ | ------ | ------ | ------ | ------ | ------ | -- |
| 2. Bundesliga     | 40    | 19      | 12      | 4       | 3       | 34      | 16      | 19           | 3            | 6            | 10           | 21           | 35           | 38     | 15     | 10     | 13     | 55     | 51     | +4 |
| Coppa di Germania | -     | 0       | 0       | 0       | 0       | 0       | 0       | 1            | 0            | 0            | 1            | 0            | 3            | 1      | 0      | 0      | 1      | 0      | 3      | -3 |
| Totale            | 40    | 19      | 12      | 4       | 3       | 34      | 16      | 20           | 3            | 6            | 11           | 21           | 38           | 39     | 15     | 10     | 14     | 55     | 54     | +1 |

### Andamento in campionato
| Giornata  | 1 | 2 | 3 | 4 | 5 | 6 | 7 | 8 | 9 | 10 | 11 | 12 | 13 | 14 | 15 | 16 | 17 | 18 | 19 | 20 | 21 | 22 | 23 | 24 | 25 | 26 | 27 | 28 | 29 | 30 | 31 | 32 | 33 | 34 | 35 | 36 | 37 | 38 |
| --------- | - | - | - | - | - | - | - | - | - | -- | -- | -- | -- | -- | -- | -- | -- | -- | -- | -- | -- | -- | -- | -- | -- | -- | -- | -- | -- | -- | -- | -- | -- | -- | -- | -- | -- | -- |
| Luogo     | C | T | C | T | C | T | C | T | C | T  | C  | T  | C  | T  | C  | T  | C  | T  | C  | T  | C  | T  | C  | T  | C  | T  | C  | T  | C  | T  | C  | T  | C  | T  | C  | T  | C  | T  |
| Risultato | V | V | V | V | N | P | V | P | N | N  | V  | N  | V  | P  | P  | V  | V  | P  | P  | P  | V  | P  | N  | P  | V  | P  | V  | P  | P  | N  | V  | N  | V  | N  | V  | N  | N  | P  |
| Posizione | 6 | 5 | 3 | 2 | 2 | 5 | 2 | 4 | 4 | 5  | 4  | 5  | 4  | 4  | 5  | 5  | 5  | 6  | 7  | 8  | 8  | 8  | 8  | 10 | 8  | 8  | 8  | 9  | 9  | 11 | 9  | 9  | 8  | 8  | 8  | 8  | 7  | 8  |

Legenda:

Luogo: C = Casa; T = Trasferta. Risultato: V = Vittoria; N = Pareggio; P = Sconfitta.

### Statistiche dei giocatori
| Giocatore    | 2. Bundesliga | 2. Bundesliga | 2. Bundesliga | 2. Bundesliga | Coppa di Germania | Coppa di Germania | Coppa di Germania | Coppa di Germania | Totale   | Totale | Totale      | Totale     |
| Giocatore    | Presenze      | Reti          | Ammonizioni   | Espulsioni    | Presenze          | Reti              | Ammonizioni       | Espulsioni        | Presenze | Reti   | Ammonizioni | Espulsioni |
| ------------ | ------------- | ------------- | ------------- | ------------- | ----------------- | ----------------- | ----------------- | ----------------- | -------- | ------ | ----------- | ---------- |
| B. Bergmann  | 37            | 1             | 3             | 0             | 1                 | 0                 | 0                 | 0                 | 38       | 1      | 3           | 0          |
| D. Bergmann  | 3             | 0             | 1             | 0             | 0                 | 0                 | 0                 | 0                 | 3        | 0      | 1           | 0          |
| P. Broh      | 8             | 1             | 0             | 0             | 0                 | 0                 | 0                 | 0                 | 8        | 1      | 0           | 0          |
| E. Geyer     | 20            | 4             | 3             | 0             | 1                 | 0                 | 0                 | 0                 | 21       | 4      | 3           | 0          |
| H. Grabmeier | 29            | 1             | 4             | 0             | 1                 | 0                 | 0                 | 0                 | 30       | 1      | 4           | 0          |
| S. Grimm     | 38            | 7             | 6             | 0             | 1                 | 0                 | 0                 | 0                 | 39       | 7      | 6           | 0          |
| K. Heinlein  | 35            | 9             | 5             | 0             | 1                 | 0                 | 0                 | 0                 | 36       | 9      | 5           | 0          |
| F. Heubeck   | 35            | 1             | 1             | 0             | 1                 | 0                 | 0                 | 0                 | 36       | 1      | 1           | 0          |
| L. Hilkes    | 35            | 14            | 7             | 0             | 1                 | 0                 | 1                 | 0                 | 36       | 14     | 8           | 0          |
| V. Jensen    | 10            | 0             | 1             | 0             | 0                 | 0                 | 0                 | 0                 | 10       | 0      | 1           | 0          |
| R. Kastner   | 3             | 0             | 0             | 0             | 0                 | 0                 | 0                 | 0                 | 3        | 0      | 0           | 0          |
| H. Klump     | 36            | 1             | 5             | 0             | 1                 | 0                 | 0                 | 0                 | 37       | 1      | 5           | 0          |
| D. Lambie    | 18            | 1             | 0             | 0             | 0                 | 0                 | 0                 | 0                 | 18       | 1      | 0           | 0          |
| W. Lausen    | 29            | 1             | 1             | 0             | 1                 | 0                 | 0                 | 0                 | 30       | 1      | 1           | 0          |
| P. Löwer     | 35            | 0             | 0             | 0             | 1                 | 0                 | 0                 | 0                 | 36       | 0      | 0           | 0          |
| H. Popp      | 6             | 1             | 0             | 0             | 1                 | 0                 | 0                 | 0                 | 7        | 1      | 0           | 0          |
| K. Rütten    | 28            | 0             | 5             | 0             | 0                 | 0                 | 0                 | 0                 | 28       | 0      | 5           | 0          |
| A. Schwarz   | 10            | 0             | 0             | 0             | 1                 | 0                 | 0                 | 0                 | 11       | 0      | 0           | 0          |
| G. Schäfer   | 34            | 3             | 0             | 0             | 1                 | 0                 | 0                 | 0                 | 35       | 3      | 0           | 0          |
| E. Unger     | 34            | 10            | 3             | 1             | 0                 | 0                 | 0                 | 0                 | 34       | 10     | 3           | 1          |